# Ernst Christoph von Kaunitz-Rietberg
Pour les articles homonymes, voir Rietberg (homonymie).
Le comte Ernst Christoph von Kaunitz-Rietberg (prince à partir de 1794), né le 6 juin 1737 à Vienne (Autriche) et mort le 19 mai 1797 dans cette même ville, est un diplomate et grand serviteur de l'archiduché d'Autriche, membre de la haute noblesse de cour.

## Biographie
Il descend d'une illustre famille de la noblesse de Moravie, les Kaunitz (de), et il est le fils aîné du chancelier de Marie-Thérèse, le comte Wenceslas Antoine de Kaunitz, et de son épouse Maria Ernestine (née von Starhemberg). Ernst Christoph von Kaunitz épouse en 1761 la princesse Marie-Léopoldine-Élisabeth d'Oettingen-Spielberg dont il a une fille, Marie-Éléonore, qui deviendra la femme de Metternich.
Kaunitz entre au service de l'Empire et obtient le titre honorifique de conseiller de cour en 1762. De 1763 à 1770, il est ambassadeur au royaume de Naples, où il demeure au palais Mirelli di Teora. En 1769, il est envoyé de l'Empire au conclave qui élit pape Clément XIV (l'Autriche dispose alors du droit d'exclusive). Entre 1770 et 1772, le comte est gouverneur du margraviat de Moravie, puis il est nommé directeur général des bâtiments et grand maréchal de cour. C'est alors un intime de l'empereur Joseph II à qui il rend visite presque tous les jours. L'empereur lui confère l'ordre de la Toison d'or. Après la mort de son père en 1794, il hérite de son titre princier et il est fait en plus comte de Rietberg. Mais il meurt quelques années plus tard et ses titres passent à son frère Dominik Andreas von Kaunitz-Rietberg. Kaunitz était aussi un fervent admirateur de la musique de Mozart.

## Source de la traduction
- (de) Cet article est partiellement ou en totalité issu de l’article de Wikipédia en allemand intitulé « Ernst Christoph von Kaunitz-Rietberg » (voir la liste des auteurs).